# Reserva Natural de Välgi
A Reserva Natural de Välgi é uma reserva natural localizada no Condado de Tartu, na Estónia.
A área da reserva natural é de 762 hectares.
A área protegida foi fundada em 2006 para proteger tipos de habitat valiosos e espécies ameaçadas em Välgi, Alajõe, Mustametsa, Pilpaküla e Särgla (todos locais na antiga freguesia de Vara).